# Anii 1490
Secole: Secolul al XIV-lea - Secolul al XV-lea - Secolul al XVI-lea
Decenii: Anii 1440 Anii 1450 Anii 1460 Anii 1470 Anii 1480 - Anii 1490 - Anii 1500 Anii 1510 Anii 1520 Anii 1530 Anii 1540
Ani: 1490 | 1491 | 1492 | 1493 | 1494 | 1495 | 1496 | 1497 | 1498 | 1499